# Point Marion
Point Marion est un borough du comté de Fayette, en Pennsylvanie, États-Unis. La population est de 1,333 au recensement de 2000. 

## Histoire
Point Marion est localisé au confluence de la Monongahela et de la Cheat. À environ 5 kilomètres au nord de Point Marion se trouve le Friendship Hill National Historic Site, maison de Albert Gallatin politicien américain. 
Houze Glass Co., est localisé dans cette ville, est la première entreprise. La compagnie est fondée par Leon Houze, un immigrant belge, en 1902 la verrerie ouvre ses portes, la compagnie ferme en 2004.